# Ханкок (окръг, Кентъки)
Окръг Ханкок (на английски: Hancock County) е окръг в щата Кентъки, Съединени американски щати. Площта му е 515 km², а населението - 8392 души (2000). Административен център е град Хоусвил.